# 21e étape du Tour d'Espagne 1999

La 21e étape du Tour d'Espagne 1999 s'est déroulée le 26 septembre entre Madrid et Madrid.

## Récit
Le sprinteur néerlandais Jeroen Blijlevens remporte la dernière étape.
Jan Ullrich sauve sa saison en remportant le Tour d'Espagne.

## Classement de l'étape
|   | Coureur           | Pays             | Équipe    |    | Temps |
| - | ----------------- | ---------------- | --------- | -- | ----- |
| 1 | Jeroen Blijlevens | Pays-Bas         | TVM       | en |       |
| 2 | Julian Dean       | Nouvelle-Zélande | US Postal | +  | 0 s   |
| 3 | Paolo Bettini     | Italie           | Mapei     |    | 0 s   |

## Classement général
|   | Coureur                   | Pays      | Équipe           |    | Temps      |
| - | ------------------------- | --------- | ---------------- | -- | ---------- |
| 1 | Jan Ullrich               | Allemagne | Deutsche Telekom | en |            |
| 2 | Igor González de Galdeano | Espagne   | Vitalicio        | +  | 4 min 15 s |
| 3 | Roberto Heras             | Espagne   | Kelme            |    | 5 min 57 s |
| 4 | Pavel Tonkov              | Russie    | Mapei            |    | 7 min 53 s |
| 5 | José María Jiménez        | Espagne   | Banesto          |    | 9 min 24 s |